# (300100) 2006 UY264
(300100) 2006 UY264 es un asteroide perteneciente al cinturón de asteroides, descubierto el 27 de octubre de 2006 por el equipo del Mount Lemmon Survey desde el Observatorio del Monte Lemmon, Arizona, Estados Unidos.

## Designación y nombre
Designado provisionalmente como 2006 UY264.

## Características orbitales
2006 UY264 está situado a una distancia media del Sol de 3,133 ua, pudiendo alejarse hasta 3,435 ua y acercarse hasta 2,832 ua. Su excentricidad es 0,096 y la inclinación orbital 1,133 grados. Emplea 2026,31 días en completar una órbita alrededor del Sol.

## Características físicas
La magnitud absoluta de 2006 UY264 es 16,3.